# 女かけこみ寺 刑事・大石水穂
『女かけこみ寺刑事 大石水穂』（おんなかけこみでらけいじ おおいしみずほ）は、2008年から2009年までテレビ東京・BSジャパン共同制作で放送された刑事ドラマシリーズ。全2回。主演は片平なぎさ。
放送枠は「水曜ミステリー9（第1期）」（第1作）、「水曜シアター9」（第2作）。

## 登場人物

### 渋谷東警察署
大石水穂
演 - 片平なぎさ
生活安全課嘱託員。元刑事課刑事で10年の勤務経験があり、それ以前も交通課、生活安全課にも配属されていた。念願の刑事課配属も、実家である応円寺を手伝うために退職。しかし、現場の強い要望もあって1年半後に嘱託として復帰、今に至る。情と分け隔てのない明るい性格により、周囲の好感を得ている。「もう刑事に戻らない」のが父との約束ではあるが、刑事だった頃に培った動きは健在である。
門前鉄五郎
演 - 神保悟志
刑事課の刑事。水穂の事を「お水」と呼ぶ。
才賀駿介
演 - 半田健人
刑事課の刑事。
横車源七
演 - 六平直政（第1作）
刑事課の刑事課長。水穂の叔父。水穂を「刑事になるために生まれてきた女」と評価する。
赤住大輔
演 - 徳井優（第2作）
生活安全課の係長。自分の昔話（自慢話）を語りだすと非常に長い。

### 応円寺
大石琴子
演 - 宮地真緒
水穂の妹。
梅松タケ子
演 - 角替和枝
応円寺のお手伝い。
樹安
演 - 末高斗夢（現：錦笑亭満堂）
応円寺の修行僧。
大石天海
演 - 梅宮辰夫
水穂、琴子の父で、霊修山「応円寺」の住職。

### ゲスト
第1作「出戻り嘱託・女刑事が追う！防犯カメラが映した殺人の瞬間…日本舞踊の名家を襲う連続殺人!!」（2008年）
- 鶴風左近（鶴風流 理事・きく子の夫で婿養子） - 井田國彦
- 鶴風きく子（鶴風流 理事・浮喜助の妹） - 斎藤陽子
- 鶴風浮喜助（鶴風流 理事・二代目〈玉寿の娘〉の長男・本名「光男」） - 中根徹
- 鶴風豊玉（鶴風流 理事長・浮喜助の妻・本名「律子」） - 香寿たつき
- 鶴風ルリ子（浮喜助と豊玉の娘・絵以子の実娘） - 佐々木麻緒
- 鶴風左文助（鶴風流 理事・浮喜助ときく子の弟・本名「得二」） - 大浦龍宇一
- 鶴風燕斎（鶴風流 理事・玉寿の長男） - 沼田爆
- 鶴風玉寿（鶴風流 宗家・初代家元) - 佐々木すみ江
- 万引犯 - 大橋てつじ
- ショップ店員 - 浦田麻緒
- 刑事 - 迫田孝也
- 鑑識 - 酒井健太郎
- リポーター - 内田量子
- 公園の子供 - 松下航大、梅澤朋花、相原綺羅
- 多田野絵以子（ルリ子の実母） - 床嶋佳子
- 吉永翔（現鳳恵弥）、高橋和喜、三木秀甫、戸井悠太、菊地由香、平部征史郎、瀧来海、森田胡桃、渋谷ちひろ、三宅とう子、パーギン・ケイティ・愛美、田中二千華、七々岡瑞希、藤岡一繪、杉浦美和、梅崎之梨子、七々扇花寿沙

第2作「女を泣かす奴は許さない！美人女優の娘が誘拐!? 狐の仮面が暴く真犯人」（2009年）
- 車田研吾（演出家） - 松永博史
- 浦川不二子（茜のマネージャー） - 中島史恵
- 陽口ゆかり（茜の娘・偽名「六条アリサ」） - 美山加恋
- 月ヶ瀬萌葱（女優） - 渡辺典子
- 蕪木仁吉（芸能記者） - 石井洋祐
- 星空ひかる（女優） - 矢松亜由美
- 小谷菫（茜の付き人） - 幸田恵里
- 安中あき子（舞台の小道具担当の不思議ちゃん） - 上地春奈
- 渋谷東警察署 刑事 - 佐伯花恵
- 山辺（渋谷東警察署 刑事） - 安藤一人
- 渋谷東警察署 刑事 - 天原まさみち
- 陽口茜（女優・水穂の高校の同級生） - 愛華みれ
- 辻輝猛、天下たいへい、長瀬巧

## スタッフ
- 脚本 - 長坂秀佳
- 監督 - 猪原達三、本橋圭太
- ナレーター - 掛川裕彦、川庄美雪（共に第1作）
- 撮影 - 末廣健治（第1作）、大石裕久（第2作）
- 照明 - 海老原靖人（第1作）、樋田雅博（第2作）
- VE - 角本輝夫
- 音声 - 中村雅光（第1作）、山田均（第2作）
- 舞台照明 - 恩田守正（第2作）
- 技術デスク - 森一也
- 編集 - 白水孝幸（第1作）、富永孝（第2作）
- EED - 佐藤利史
- MA - 石北秀尚
- 選曲 - 佐古伸一（第1作）
- 効果 - 大貫悦男（第1作）
- 選曲・効果 - 岩下康洋（第2作）
- 美術プロデューサー - 森川一雄
- デザイン - 金子幸雄
- 装飾 - 岸田洋治（第1作）、斉藤智昭、岡本国昭（第2作）
- 持道具 - 多田明日香（第1作）、馬淵明日香（第2作）
- 衣裳 - 青木茂（第1作）、三浦玄（第2作）
- メイク - 柏野未穂（第1作）、佐々木博美（第1作）、越智雅代（第2作）、佐々木博美（第2作）
- スタイリスト - 江島モモ（第1作）、田中智美（第2作）
- 操演 - 小林正巳（第2作）
- 番組宣伝 - 宮岡貞成（テレビ東京・第1作）、青木洋介（テレビ東京・第2作）
- 音楽 - テレビ東京ミュージック
- 日本舞踊監修 - 藤間仁章
- 振付 - 藤間仁凰
- 擬斗 - 深作覚
- スチール - 大原健二
- 制作担当 - 竹井政章
- 記録 - 山下千鶴
- 美術協力 - エイサー、NEC、東芝、カワムラサイクル
- 撮影協力 - つくばフィルムコミッション、彩の国さいたまフィルムコミッション
- 協力 - ビデオフォーカス、サンライズアート、ジースタッフ、バウムレーベン、メディアハウス、ファン
- プロデューサー - 山鹿達也（テレビ東京）、浅野太（テレビ東京・第2作）、菅井敦、井上竜太
- 制作 - テレビ東京、BSジャパン、ホリプロ

## 放送日程
| 話数 | 放送日        | サブタイトル                                                                           | 脚本     | 監督     |
| ---- | ------------- | -------------------------------------------------------------------------------------- | -------- | -------- |
| 1    | 2008年1月09日 | 出戻り嘱託・女刑事が追う！ 防犯カメラが映した殺人の瞬間…日本舞踊の名家を襲う連続殺人!! | 長坂秀佳 | 猪原達三 |
| 2    | 2009年7月15日 | 女を泣かす奴は許さない！美人女優の娘が誘拐!? 狐の仮面が暴く真犯人                      | 長坂秀佳 | 本橋圭太 |